# Morchella patula
Morchella patula är en svampart som beskrevs av Pers. 1801. Morchella patula ingår i släktet Morchella och familjen Morchellaceae.   Inga underarter finns listade i Catalogue of Life.